# Guadalmedina
De Guadalmedina (uit het Arabisch ادي المدينة, wál al, “rivier” + medina, "stad"; rivier van de stad) is een rivier die door de stad Málaga in Spanje stroomt. De rivier heeft een belangrijke rol gespeeld in de geschiedenis van de stad. Zij deelt de stad in tweeën. Het historische centrum van de stad ligt op de linkeroever.

## Loop van de Guadalmedina
De bron van de Guadalmedina ontspringt op een hoogte van 1433 meter in het bergketen Sierra de Camarolos op de Pico de la Cruz. Zij stroomt over een lengte van 47 km via het natuurpark Montes de Málaga en het centrum van de stad Málaga naar de Middellandse Zee.
De waterstand is sterk afhankelijk van het seizoen. In het merendeel van het jaar ligt de rivier droog evenals de zijriviertjes Arroyo de las Vacas, Arroyo Chaperas, Arroyo Humaina, Arroyo Hondo and Arroyo de Los Frailes. De Limonero dam fungeert als waterbekken voor het omringende gebied.

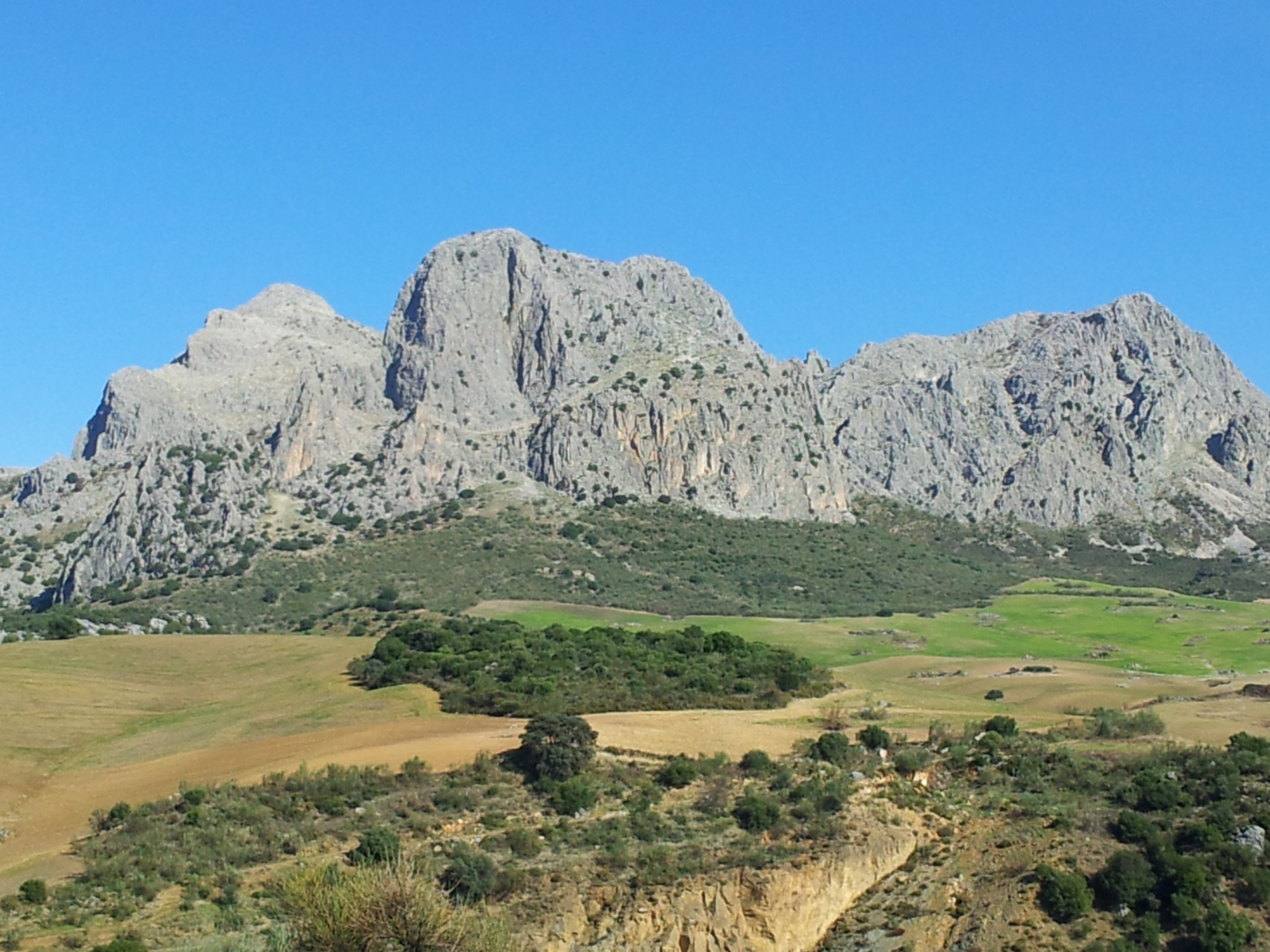
Sierra de Camarolos
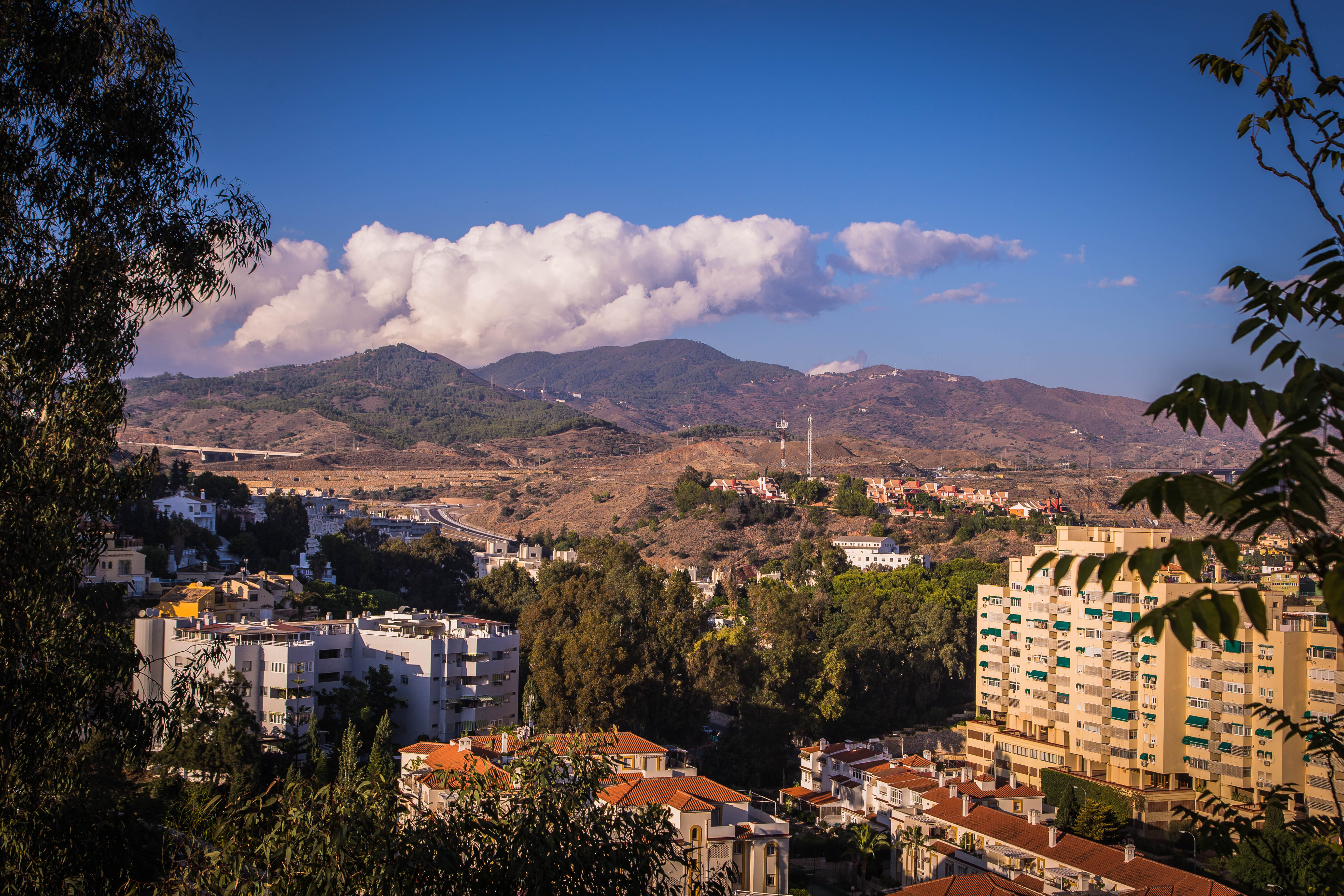
Montes de Málaga
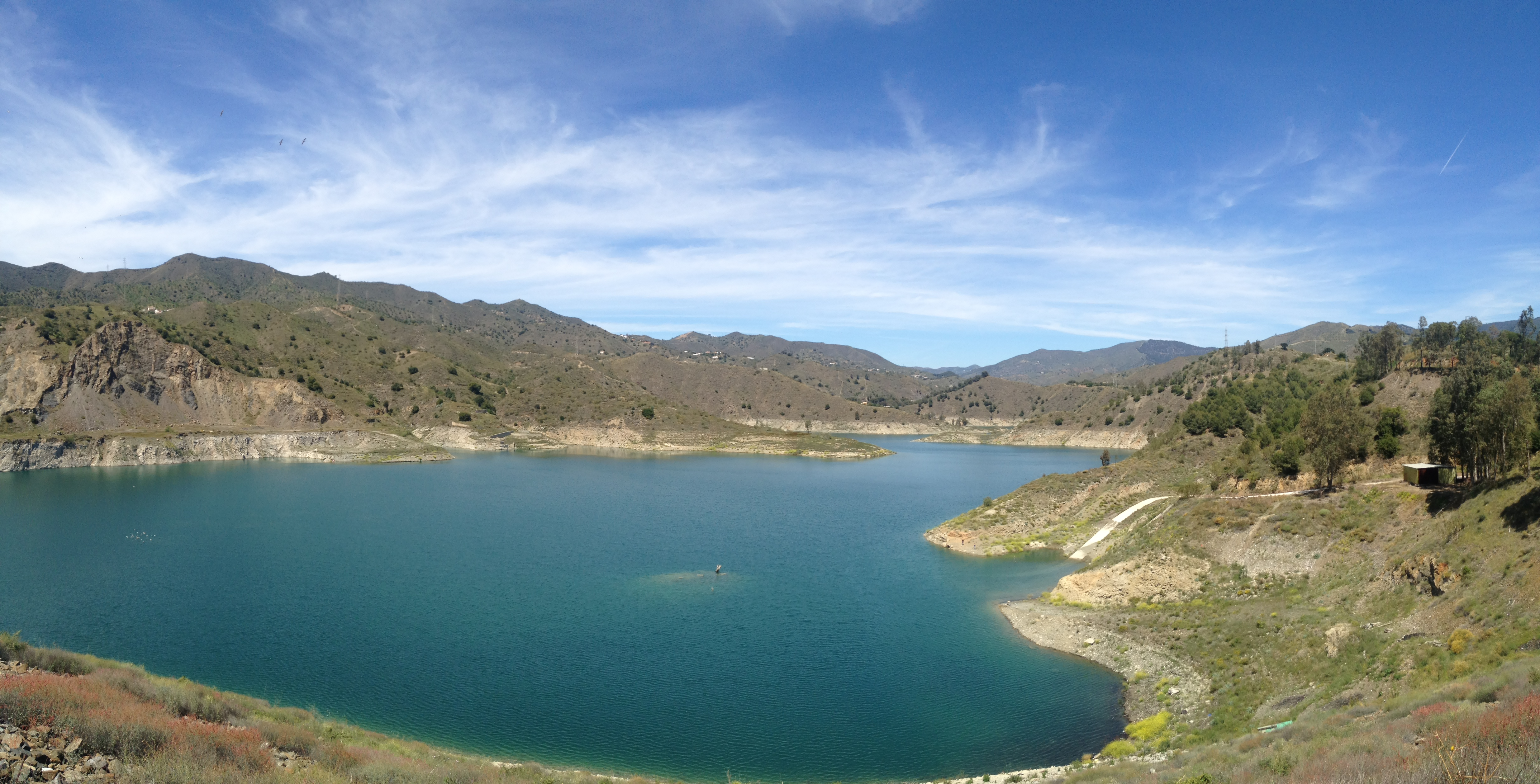
El Limonero